# Pitcairnia inermis
Pitcairnia inermis är en gräsväxtart som först beskrevs av Ernst Meyer och Karel Presl, och fick sitt nu gällande namn av Ernst Meyer, Schult. och Julius Hermann Schultes. Pitcairnia inermis ingår i släktet Pitcairnia och familjen Bromeliaceae.

## Underarter
Arten delas in i följande underarter:
- P. i. flava
- P. i. inermis